# Instituto Nacional de Ensino Médio Rei Malabo
O Instituto Nacional de Ensino Médio Rei Malabo (INEM-RM; em espanhol: Instituto Nacional de Enseñanza Media Rey Malabo) é uma instituição de ensino equato-guineense, sediada em Malabo, a capital do país.
Oferta as modalidades de Educação Secundaria Básica (ESBA) e Bachillerato, um tipo de ensino técnico pré-universitário opcional, muito comum nas nações raiz espanhola.
É a mais antiga instituição pública de ensino e uma das mais conceituadas da Guiné Equatorial.

## Histórico
O INEM-RM descende da primeira instituição ensino da Ilha de Fernando Pó, encabeçada por alguns missionários cristãos que chegavam pela primeira vez ao Golfo da Guiné.

### Fundação
A liberação da liberdade de culto religioso na Guiné Espanhola (após alguns anos de proibição, sendo permitido somente o catolicismo), permitiu que alguns missionários metodistas criassem, em 16 de outubro de 1870, a Escola de Santa Isabel (em alusão ao nome da cidade, Santa Isabel) Porém, em 11 de março de 1884, a Escola de Santa Isabel passa ao controle da Ordem Católica dos Claretianos, por meio de decreto real.
Em 1914 a Escola de Santa Isabel passa a ofertar o ensino secundário, sendo patrocinada pelo Estado espanhol, numa altura em que os Claretianos já dominavam totalmente o sistema de ensino da Guiné, espalhando escolas por todo a colônia.
Em 1942 a administração espanhola transforma a Escola de Santa Isabel em Instituto Nacional de Ensino Médio Cardenal Cisneros, dando-lhe a mesma atribuição de um liceu nacional, sendo certificado pelo Instituto Cardenal Cisneros de Madri.

### Pós-independência
Em 1971, após grandes protestos estudantis e docentes contra o genocídio perpetrado contra alguns povos tradicionais da Guiné, por membros do governo do então presidente Macías Nguema, a instituição foi fechada, sendo reaberta em 1979.
Em 1983, após as reformas educacionais propostas pela UNESCO, o presidente Teodoro Obiang muda a denominação do estabelecimento para Instituto Nacional de Ensino Médio Rei Malabo, em homenagem a Malabo Lopelo Melaka, ultimo rei do Reino Bubi, na ilha de Bioko, opositor da colonização espanhola.
Em 1992, após vários protestos por mais democracia encabeçados por professores do INEM-RM, o governo Obiang ordenou a prisão vários alunos e docentes da instituição, perpetrando tortura e castigo físico contra os mesmos.
Em 2014, o armazém central do INEM-RM, onde se armazenavam os livros, materiais didáticos e outros item de uso corrente, pegou fogo, destruindo boa parte da estrutura da instituição.

## Pessoas notáveis
- Amancio-Gabriel Nse Angüe (ex-professor) - único deputado opositor eleito para o parlamento da Guiné;[10]
- Celestino Bacalé (ex-professor) - líder da oposição;
- Morgades Besari (ex-professora) - escritora